# ایکدا شیگه‌آکی
ایکدا شیگه‌آکی (به ژاپنی: 池田成彬 Ikeda Shigeaki); ۱۵ اوت ۱۸۶۷ – ۹ اکتبر ۱۹۵۰) سیاستمدار، و وزیر دارایی ژاپن اهل ژاپن بود.